# Juego de tronos
Juego de tronos (en inglés: A Game of Thrones) es una novela de fantasía escrita por el autor estadounidense George R. R. Martin en 1996 y ganadora del premio Locus a la mejor novela de fantasía en 1997. Se trata de la primera entrega de la serie de gran popularidad «Canción de hielo y fuego». La novela se caracteriza por su estética medieval, la descripción de numerosos personajes bien detallados, la contraposición de puntos de vista de los múltiples protagonistas, su trama con giros inesperados y un uso sutil y moderado de los aspectos mágicos tan comunes en otras obras de fantasía heroica.

## Argumento
Juego de tronos sigue tres líneas argumentales principales al mismo tiempo.

### En los Siete Reinos
Eddard Stark, como Señor de Invernalia, en nombre de Robert I Baratheon, rey de los Siete Reinos, debe condenar y ejecutar a un desertor de la Guardia de la Noche. Algunos de sus hijos se encuentran entre los testigos. En el viaje de vuelta a Invernalia (Winterfell), los hijos de Eddard descubren cinco cachorros de lobo huargo al lado de su madre muerta, uno para cada uno de sus hijos legítimos y otro cachorro totalmente blanco, que se queda su bastardo Jon Nieves  (el lobo huargo es el símbolo de la Casa Stark, que aparece en la heráldica de la familia Stark). Después de la muerte de Lord Jon Arryn, anterior "Mano del Rey" (el más alto asesor del rey), el rey Robert Baratheon visita a Eddard en Invernalia. Como confía en él como un viejo amigo y como aliado en la lucha por el trono, el rey Robert le pide a Eddard convertirse en la nueva Mano del Rey. Eddard acepta, en contra de sus instintos, y al mismo tiempo promete a su esposa, Lady Catelyn Stark que va a investigar la muerte de la Mano anterior, Jon Arryn, que había sido esposo de su hermana Lysa Tully.
Antes de que los Stark viajen al sur, en dirección a Desembarco del Rey (capital de Los Siete Reinos), el hijo de Ned Stark, Bran ve a Cersei Lannister Baratheon, esposa del rey, cometer incesto con su hermano gemelo Jaime Lannister. Este empuja a Bran al vacío desde una torre con la esperanza de ocultar el secreto. Bran sobrevive pero permanece inconsciente por un largo periodo de tiempo. Durante su recuperación, atentan contra su vida pero Verano, el lobo huargo de Bran lo evita, salvando la vida del joven y la de su madre matando al asesino. Catelyn se da cuenta de que su marido se enfrenta a numerosos peligros en Desembarco del Rey, por lo que viaja allí de incógnito en barco para advertirle. Robb Stark, su hijo mayor, queda gobernando como el Señor de Invernalia. No mucho después de la partida de Catelyn, Bran despierta del coma sin movilidad en las piernas y sin recordar cómo cayó. Bran permanece en Invernalia, junto con su hermano mayor Robb y su hermano menor Rickon.
Mientras tanto, Lord Eddard viaja hacia Desembarco del Rey, la capital, llevando consigo a sus hijas Sansa y Arya. Sansa, de 11 años, está prometida con el hijo de Robert, de 12 años de edad, Joffrey, el heredero aparente. En Desembarco del Rey, Eddard asume las funciones de Mano del Rey y la sentencia de Poniente, ya que Robert es famoso por su poco interés en la gobernanza.
A la llegada de Catelyn a Desembarco del Rey, es llevada a una reunión secreta con Petyr Baelish, conocido como Meñique, un amigo de la infancia y admirador suyo, convertido en "Consejero de la Moneda" o Tesorero de Desembarco del Rey. Él identifica a Tyrion Lannister, el hermano enano de Cersei y Jaime, como el propietario de la daga utilizada en el atentado contra la vida de Bran. Durante el viaje de vuelta a Invernalia, Catelyn encuentra a Tyrion, regresando del Muro, y lo toma cautivo. Catelyn decide cambiar de rumbo y, en vez de volver a Invernalia, lleva a Tyrion al Nido de Águilas, que su hermana, Lady Lysa Arryn, gobierna como Señora de El Valle. Lysa culpa a los Lannister de la muerte de Jon, su marido, y está dispuesta a ejecutar a Tyrion, pero él exige un juicio por combate y recupera su libertad. Su campeón de espada contratado Bronn, gana el duelo. En represalia por el secuestro de Tyrion, el padre de Tyrion, Lord Tywin Lannister, proclama la guerra. Por ello, al poco tiempo se une a su hijo Jaime, quien se ha enfrentado a Eddard en Desembarco del Rey, matando a varios de sus hombres y paralizando a Eddard, huyendo inmediatamente después de la ciudad.
Eddard descubre, tal y como el asesinado Jon Arryn había descubierto antes que él, que los herederos legítimos de Robert, de hecho, son hijos de Jaime Lannister y su hermana. Eddard se enfrenta a Cersei y le ofrece la oportunidad de escapar de Desembarco del Rey antes de delatarla. Robert es herido mortalmente en una cacería y Eddard no puede soportar la idea de decirle a Robert la realidad sobre sus supuestos hijos mientras yace en su lecho de muerte. Como Robert se está muriendo, su hermano pequeño Renly sugiere a Eddard que deben usar sus guardias de hogar combinados para detener a Cersei y a sus hijos y tomar el control del trono durante la noche, antes de que los Lannister puedan actuar. Eddard se niega, pues lo considera un acto deshonroso. Eddard envía una carta a Stannis Baratheon (hermano mayor de Robert y heredero legítimo al trono)  contándole la verdad sobre Cersei y Jaime . Renly huye de Desembarco del Rey con los guardias leales a la Casa Baratheon. Eddard recluta a Meñique para arrestar a los guardianes de la ciudad. Estos cargan contra Cersei, pero Eddard es traicionado por Meñique. La consecuencia es que Eddard es arrestado, todos sus hombres mueren y Sansa es capturada. Los Lannister intentan capturar a Arya también, pero ella huye del castillo después de que su instructor de esgrima, Syrio Forel, intervenga para ayudarla.
Con Eddard encarcelado, el hijo mayor de Cersei y Jaime, Joffrey, se corona como heredero y rey de Los Siete Reinos de Robert. Eddard es persuadido por Varys para confesar su traición y jurar lealtad a Joffrey como Rey verdadero a cambio de la vida de Sansa y los suyos, siempre que Ned se una a la Guardia de la Noche, tal y como el propio Varys había ya acordado con Cersei. Eddard hará una confesión pública, pero Joffrey ordena su ejecución a pesar de ello, de lo que le dice su Consejo y de las advertencias de su madre, que desoye. Lord Eddard es decapitado y luego, a la vista de sus hijas, Sansa y Arya, su cabeza es colocada en una pica. Más tarde Arya es protegida y llevada por Yoren, miembro de la Guardia de la Noche, pero su destino es incierto.
Una guerra civil estalla al propagarse la noticia de la detención de Eddard en los Siete Reinos. Robb, ahora Señor de Invernalia, comanda un ejército de hombres del norte y marcha hacia el sur, uniéndose a Catelyn para rescatar a su padre y hermanas en Desembarco del Rey. Al enterarse de la muerte de Eddard, cambia de destino y va a las Tierras de los Ríos para aumentar el apoyo de su abuelo materno,  al heredero de Lord Hoster y al hermano de Catelyn, Edmure Tully, como rehenes. Además, Robb paga el precio para que su ejército de norteños pueda cruzar el río a través de Los Gemelos, prometiéndose con una de las nietas de Lord Frey. Al enterarse de la marcha de Robb, Lord Tywin también avanza con su ejército para reunirse con Robb. En un movimiento audaz, Robb separa secretamente su caballería hacia Aguasdulces, mientras que su infantería, al mando de Lord Roose Bolton, se dedica al ejército de Tywin. Tyrion, ahora liberado, luchando junto a su padre, forma su propio ejército de hombres del clan de Montaña y derrota a la hueste de Bolton, descubriendo demasiado tarde que todo era un señuelo. Las fuerzas de Robb luego toman el ejército de Jaime por sorpresa durante la noche, capturando al mismo Jaime después de urdir una trampa para el caballero temerario. El anfitrión de Jaime se encuentra disperso y Edmure Tully es liberado, uniéndose a las casas de las Tierras de los Ríos y al ejército de Robb.
Stannis Baratheon, el hermano mayor de Renly Baratheon,  es el próximo heredero al Trono de Hierro. Pero Renly hace campaña para el trono y gana el apoyo de la Casa Baratheon y Tyrell por casarse con la hija de Lord Mace Tyrell, Margaery Tyrell. Se autoproclama rey y comanda toda la fuerza del sur, comenzando su marcha en Desembarco del Rey. Después de un debate prolongado, los abanderados y vasallos de Robb de la Casa Stark y la Casa Tully, señores de las Tierras de los Ríos, proclaman a Robb Rey en el Norte, un título que había sido abandonado hacía mucho tiempo, después de que el último Rey en el Norte jurase lealtad al Trono de Hierro 300 años antes de los acontecimientos de Juego de Tronos.

### En el Muro
El prólogo de la novela presenta una patrulla de la Guardia de La Noche, en el bosque más allá del Muro, una antigua barrera de 700 pies de altura (200 m), 300 millas de largo (480 km) de hielo, piedra y magia antigua, que protege los Siete Reinos de Poniente.
En las tierras sin ley al norte de la pared, la pequeña patrulla de exploradores de la Guardia de la Noche conformados por Gared, Ser Waymar Royce y Will, se encuentran localizando el lugar donde un grupo de salvajes (nómadas que viven más allá del Muro) han sido brutalmente asesinados; a pesar de que tenían armas para defenderse e incluso observadores para avisar cualquier peligro cercano, parece que no se han defendido por algún motivo, y han muerto tal y como estaban en ese momento. En esa búsqueda Gared, trata de advertirle a su comandante, Ser Waymar Royce, que hay cosas en ese bosque que no merecen ser buscadas insinuando que algo o alguien estaba poniéndoles trampas al dejar los cadáveres al descubierto y sin que ningún animal los hubiera dañado, según decía Will, pero él se negaba a escuchar. Cuando llegan al lugar se dan cuenta de que no están los cadáveres y que se han llevado las armas, descubriéndose que se trata de los Otros, una raza de seres antigua y maligna de los que se piensa que se han extinguido y son seres mitológicos. Estos asesinan limpiamente al explorador Ser Waymar Royce, en medio de un frío descomunal. Horas más tarde cuando Will sale de su escondite y se dispone a llevar una prueba de lo sucedido al Muro es asesinado por Ser Waymar. Solo hay un superviviente, Gared, que huye al sur, llegando a ser el desertor a quien Ned ejecuta en el inicio de la historia.
Jon Nieve, el hijo bastardo de Lord Eddard y despreciado por Catelyn, inspirado por su tío Benjen Stark, el primer guardabosques de la Guardia de la Noche, se decide a "tomar el negro" e ir al Muro para unirse a la Guardia de la Noche. Jon viaja hacia el norte del Muro con el hermano de la reina, Tyrion Lannister, y otros miembros de la Guardia de la Noche. Él se desilusiona cuando descubre que es poco más que una colonia penal destinada a mantener a los "salvajes" (tribus humanas que viven en relativa anarquía, al norte del muro) bajo control.
En el Muro, Jon se une a los reclutas contra su duro instructor, y protege al cobarde pero bondadoso e inteligente, Samwell Tarly. Jon espera que sus habilidades de combate le ayudarán a ganar la asignación a los cazadores, el brazo militar de la Guardia de la Noche. Sin embargo, es asignado como mayordomo del Señor Comandante de la Guardia, Jeor Mormont, apodado "el Viejo Oso". Él se encarga de que su amigo Samwell Tarly consiga hacerse mayordomo del anciano Maestre Aemon. Mientras tanto, Benjen Stark lidera un pequeño grupo de Rangers de patrulla más allá del Muro, pero no regresa. Casi seis meses después, los cadáveres de dos de los cazadores de la partida de Benjen se recuperan de más allá del Muro, y sus cadáveres los reaniman como espíritus en la noche. Sin dejarse intimidar por las heridas de espada, los espectros matan a seis hombres, excepto a Jon y su lobo huargo, Fantasma, y al Lord Comandante Mormont mediante la destrucción de uno de los espíritus con fuego. Por salvar su vida, Mormont le regala a Jon la espada bastarda de acero valirio "Garra", una reliquia de la Casa Mormont. Lord Mormont ha sustituido de la empuñadura al oso que portaba por una empuñadura en forma de la cabeza de un lobo huargo blanco, que representa tanto la Casa Stark como el lobo huargo de Jon.
Cuando la noticia de la ejecución de su padre llega a Jon, intenta abandonar la Guardia de la Noche y unirse a su medio hermano Robb en la guerra contra los Lannister. Sus amigos entre la Guardia de la Noche detienen a Jon antes de que llegue demasiado lejos del Muro y le convencen para volver. Mormont convence a Jon de que su lugar está con sus nuevos hermanos, y que la guerra por el trono no se compara con el mal que el invierno está preparando para caer sobre ellos desde el norte. Con la lealtad de Jon asegurada, Mormont declara su intención de liderar una partida masiva más allá del Muro, para encontrar a Benjen Stark (vivo o muerto), así como para investigar la desaparición de muchos salvajes y los rumores oscuros que rodean al Rey Más allá del Muro, un desertor de la Guardia de la Noche conocido como Mance Rayder.

### En el Este
Al otro lado del mar en la ciudad libre de Pentos, Viserys Targaryen vive en el exilio, con su hermana de trece años de edad, Daenerys. Él es el hijo y único heredero varón superviviente de Aerys II Targaryen, "el Rey Loco", que fue derrocado por Robert Baratheon durante la Guerra del Usurpador. Los Targaryen gobernaron Poniente como los señores dragones durante 300 años aproximadamente, pero sus dragones y el poder se perdieron. Viserys negocia un contrato de matrimonio para vender su hermana al Khal Drogo, un señor de la guerra de los guerreros nómadas a caballo llamados Dothraki, a cambio del uso del ejército de Drogo para reclamar el Trono de Hierro de Poniente para la Casa Targaryen. El rico comerciante, Magister Illyrio, que ha sido anfitrión de Viserys y Daenerys, da un regalo de bodas a Daenerys de tres huevos de dragón petrificados. Un caballero exiliado de Poniente, Ser Jorah Mormont (hijo de Jeor Mormont, Lord Comandante de la Guardia de la Noche), se une a Viserys como asesor.
Inesperadamente Daenerys encuentra la confianza y termina enamorándose de su marido, ella concibe "el semental que montará el mundo", un niño que está profetizado para unir y gobernar el Dothraki y les llevará a conquistar el mundo entero. Como Drogo muestra poco interés en la conquista de Poniente, Viserys, en un arrebato temperamental, trata inicialmente de intimidar a su hermana para coaccionar a Drogo, pero Daenerys, envalentonada por su posición como esposa del Khal, comienza a defenderse a sí misma y se niega a ser intimidada por su hermano ni un momento más. Inicialmente, Drogo mantiene a Viserys y no le castiga por sus arrebatos de humillación pública exigiendo el cumplimiento del trato de apoyarle con un ejército para restablecerle como rey. Pero cuando Viserys amenaza públicamente a Daenerys, Drogo lo ejecuta mediante el vertido de una olla de oro fundido en la cabeza; así cumple y le da la corona de oro que le había prometido a cambio de Daenerys. Como la última Targaryen, Daenerys ocupa el lugar de su hermano para reclamar el Trono de Hierro de Poniente.
Un asesino que busca el favor de Rey Robert intenta, sin éxito, envenenar a Daenerys y a su hijo próximo a nacer. Enfurecido, Drogo se compromete a invadir Poniente para buscar venganza. Mientras saquea pueblos para financiar la invasión, Drogo es herido. Su salud se agrava por la herida y Daenerys manda una maegi (bruja de sangre) cautiva a usar la magia de sangre para salvarlo; la traidora maegi sacrifica a Daenerys al poder del hechizo, que mantiene a Drogo vivo pero en un estado vegetativo. A medida que la multitud se disuelve sin líder Dothraki, Daenerys se apiada de su marido y lo ahoga. Ansiosa de venganza, ella pide a la maegi atada a la pira funeraria de Drogo y coloca sus tres huevos de dragón en la pira de Drogo. Mientras ella mira arder, Daenerys es seducida por la belleza de las llamas y entra en ellas. En lugar de perecer en las llamas, sale indemne y con tres dragones recién nacidos envueltos alrededor de ella y los amamanta con sus pechos. Como un verdadero Targaryen, ella sospecha que es inmune a las llamas. Los pocos Dothraki que quedan y Ser Jorah Mormont juran su lealtad hacia ella como La Madre de Dragones.

## Marco ficticio
La novela transcurre en un mundo fantástico con reminiscencias de la Europa de la Edad Media en el que la magia y las criaturas míticas del pasado han quedado en el olvido. En el continente de Poniente, donde las estaciones duran décadas y los inviernos son tiempos duros, se acerca el final del largo verano. Pocos años después de la revuelta que puso fin al reinado de la dinastía Targaryen, Robert Baratheon, que lideró a los nobles rebeldes junto con Eddard Stark, ocupa ahora el trono de hierro de los siete reinos. Sin embargo, las pugnas por el poder entre las principales casas nobiliarias salen cada vez más abiertamente a la luz. Además, inquietantes sucesos acontecen en el norte, más allá del gigantesco muro que separa los siete reinos de las tierras salvajes. Todo hace pensar que el equilibrio en Poniente está a punto de romperse de nuevo.

## Introducción
Quince años antes de la novela, los Siete Reinos estaban separados por una guerra civil, conocida alternativamente como la Rebelión de Robert o la Guerra del Usurpador. El Príncipe Rhaegar Targaryen secuestró a Lyanna Stark, despertando la ira de su familia y de su prometido, Robert Baratheon (el cabecilla de la rebelión contra el rey). El Rey Loco, Aerys Targaryen, ejecutó al padre de Lyanna y a su hermano mayor Brandon cuando intentaron rescatarla. El segundo hermano de Lyanna, Eddard Stark, se unió a sus amigos de la juventud, Robert Baratheon y Jon Arryn en la declaración de guerra contra los Targaryen, asegurando la lealtad de la casa Tully y la casa Arryn a través de una cadena de matrimonios dinásticos (lord Eddard con Catelyn Tully, antigua prometida de su hermano Brandon, y lord Arryn con Lysa Tully). La casa Martell continuó apoyando al Rey, pero la Casa Lannister puso respectivas excusas por los insultos contra su casa hechos por el rey. La guerra civil llegó a su clímax con la Batalla del Tridente, en la cual el Príncipe Rhaegar fue asesinado por Robert Baratheon. Los Lannister finalmente acordaron apoyar al Rey Aerys, pero luego estos se volvieron brutalmente en su contra, saqueando la capital Desembarco del Rey. Jaime Lannister de la Guardia Real, asesinó al Rey Aerys y la Casa Lannister juró lealtad a Robert Baratheon. Los Martell y el resto de los fieles al rey Aerys se rindieron y Robert fue declarado Rey de los Siete Reinos. Desafortunadamente, durante la guerra, Lyanna Stark murió, aparentemente de enfermedad; Robert Baratheon, en su lugar, se casó con Cersei Lannister para consolidar la alianza. A pesar de la victoria de Robert, el hijo y la hija más jóvenes del Rey Loco (Viserys y Daenerys Targaryen) fueron llevados a través del mar por criados fieles. Después de la guerra la Casa Martell eligió el camino del aislamiento, desde que la hermana del príncipe de Dorne, Elia Martell (la esposa del príncipe Rhaegar) y sus hijos pequeños fueran asesinados por Gregor la Montaña Clegane durante el asalto a la capital.
Seis años después, el rey Robert atajó con determinación la rebelión de Balon Greyjoy de las Islas del Hierro. Los dos hijos mayores de Balon fueron asesinados, mientras que su hijo más joven, Theon Greyjoy, fue dado a Eddard Stark como un pupilo (versión políticamente correcta de "rehén").

## Personajes
La novela está dividida en setenta y tres capítulos, narrada en tercera persona desde la perspectiva de distintos personajes, todos introducidos desde Invernalia (a excepción de Daenerys y el Prólogo):
| Nombre             | Localización                                  | Resumen |
| ------------------ | --------------------------------------------- | --- |
| Will               | Más allá del Muro                             | Will, junto a sus compañeros de la Guardia de la Noche, Gared y Ser Waymar Royce, acude más allá del Muro en busca de salvajes. Tras observar una serie de cadáveres, estos comienzan a alzarse y les atacan. |
|                    |                                               | |
| Bran Stark         | Invernalia                                    | Cuarto hijo legítimo de Eddard Stark, Bran queda en coma tras un incidente con Jaime Lannister al ser arrojado desde una torre. A raíz de este suceso, Bran comienza a tener extrañas visiones y sueños relacionados con un cuervo, quedando, además, tullido. |
|                    |                                               | |
| Catelyn Tully      | Invernalia Tierras de los Ríos Valle de Arryn | Esposa de Eddard Stark y madre de Robb, Sansa, Arya, Bran y Rickon, Catelyn se muestra preocupada ante el hecho de que su esposo se marche a ejercer como Mano del Rey de Robert Baratheon. Cuando su hijo Bran queda en coma y tullido, Lady Catelyn comienza a sospechar que los Lannister pueden ser los responsables de ello; por ello, acude de incógnito a Desembarco del Rey a hablar con Eddard, y, de vuelta a casa, arresta a Tyrion Lannister acusándole de perpetrar un intento de asesinato sobre Bran.                                         |
|                    |                                               | |
| Daenerys Targaryen | Essos                                         | Siendo una de los dos únicos Targaryen supervivientes, junto a su hermano Viserys, Daenerys es comprometida con Khal Drogo, un khal Dothraki, bajo la promesa de que este le conceda su ejército a Viserys para reconquistar los Siete Reinos. Si bien en un principio Daenerys se encontraba asustada por su nuevo esposo y Viserys, con el tiempo comienza a tomar consciencia de su posición. |
|                    |                                               | |
| Eddard Stark       | Invernalia Desembarco del Rey                 | Señor de Invernalia y Guardián del Norte, Eddard Stark se convierte en Mano del Rey por designación de su viejo amigo, el rey Robert Baratheon. Tras llegar a la capital, Eddard Stark se dará cuenta de que se encuentra en un mundo para el que no está preparado, de intrigas, traiciones, mentiras y violencia, con un rey que no posee ningún tipo de apego por su cargo y secretos que pueden arruinar la paz en los Siete Reinos. |
|                    |                                               | |
| Jon Nieve          | Invernalia Muro                               | Hijo bastardo de Eddard Stark, Jon Nieve decide unirse a la Guardia de la Noche con el objetivo de prosperar en un lugar donde no fuera juzgado por su condición de nacimiento. En la Guardia, Jon tendrá que lidiar con sus conflictos internos que pondrán a prueba sus votos y su fidelidad a la Guardia o a su familia. En el Muro, Jon trabará una gran amistad con Samwell Tarly, se enfrentará a la aspereza y métodos brutales de Alliser Thorne y será tomado como pupilo por el Lord Comandante Jeor Mormont.                                      |
|                    |                                               | |
| Arya Stark         | Invernalia Desembarco del Rey                 | Hija pequeña de Eddard Stark y Catelyn, Arya mantiene una relación de animadversión con su hermana Sansa, pues ambas poseen personalidades opuestas, siendo Arya más atrevida, independiente y de actitudes menos femeninas. Cuando su padre se convierte en Mano del Rey, Arya le acompaña a la capital, donde comienza a entrenar bajo las enseñanzas de Syrio Forel. |
|                    |                                               | |
| Tyrion Lannister   | El Norte Tierras de los Ríos Valle de Arryn   | Hijo de Lord Tywin Lannister, Tyrion es un enano que se esfuerza por compensar su debilidad física con su inteligencia e ingenio. Tras llegar a Invernalia en la comitiva del rey, acude al Muro y después es arrestado por Catelyn Tully acusándole de intentar asesinar a su hijo Bran. Llevado al Nido de Águilas, es sometido a juicio por Lysa Arryn y por su hijo Robert, logrando quedar en libertad tras un juicio por combate. Ante los conflictos que surgirán en Poniente, Tyrion consigue reencontrarse con su padre para ponerse a sus órdenes. |
|                    |                                               | |
| Sansa Stark        | Invernalia Desembarco del Rey                 | Sansa es la hija mayor de Eddard y Catelyn Stark; obediente, delicada, grácil y femenina, Sansa es el prototipo de la perfecta dama. Soñadora e ingenua, el rey Robert y su padre la comprometen con el príncipe Joffrey Baratheon, un hecho que a ella entusiasma, pues queda encandilada con el apuesto príncipe. Una vez llega a la capital, Sansa queda enamorada de la vida en la corte, ignorante de todo cuanto acontece a su alrededor. |

### Huargos

Huargo de la Casa Stark.

El huargo es el emblema de la Casa Stark, constituida por Eddard Stark y su mujer Catelyn Tully junto a sus hijos: Robb Stark, Sansa Stark, Arya Stark, Bran Stark y Rickon Stark. Entre ellos también se encuentra Jon Nieve, bastardo de Ned Stark. 
Al principio de la novela se encuentran 6 cachorros de huargo que les serán entregado a cada uno de los hijos Stark, incluido Jon Nieve.
| Hijo         | Huargo      |
| ------------ | ----------- |
| Robb Stark   | Viento Gris |
| Sansa Stark  | Dama        |
| Arya Stark   | Nymeria     |
| Bran Stark   | Verano      |
| Rickon Stark | Peludo      |
| Jon Nieve    | Fantasma    |

## Pesos y medidas
Se utiliza un sistema de pesos y medidas inspirado en el castellano del siglo XVIII.[cita requerida]
Longitud
- Dedo: 1,74 cm
- Palmo: 12 dedos, o algo más de 20 cm
- Codo: 2 palmos
- Vara y paso: ambos equivalentes a 2 codos, o 4 palmos
- Legua: la distancia que puede recorrer una persona en una hora, en la Edad Media quedó establecida en Castilla en 5,57 kilómetros

Superficie
- Fanega: 6440 m², o algo más de 1/2 hectárea

Volumen
- Cuartillo (líquidos): 1/4 de azumbre, o 1/2 litro
- Azumbre (líquidos): 4 cuartillos (líquidos), o 2 litros
- Cuartillo (áridos): 1/4 de celemín, o algo más de 1 litro (1,15625 litros)
- Celemín (áridos): 4 cuartillos (áridos), o 4,625 litros

Peso
- Arroba: 11,5 kg
- Quintal: 4 arrobas, o 46 kg

## Premios y nominaciones
La novela recibió los siguientes premios literarios:
- 1997: Premio Locus a la mejor novela de fantasía.[3]
- 1997: Premio Hugo a la mejor novela corta por Sangre de dragón.[4]
- 2003: Premio Ignotus a la mejor novela extranjera.[5]

La novela también estuvo nominada para los premios World Fantasy y Nebula de 1997.
Juego de tronos alcanzó el primer puesto de la lista de superventas de The New York Times durante la semana del 10 de julio de 2011.

## Adaptación para televisión
Los libros de la serie Canción de hielo y fuego fueron adaptados para televisión por la cadena HBO en 2011 bajo la producción de David Benioff y D. B. Weiss. El mismo George R. R. Martin es parte de los guionistas. La serie de televisión lleva el nombre de Juego de tronos y es la primera temporada la que está basada en la primera novela de la serie.